# Diplazium porphyrorachis
Diplazium porphyrorachis är en majbräkenväxtart som först beskrevs av John Gilbert Baker och som fick sitt nu gällande namn av Friedrich Ludwig Diels.
Diplazium porphyrorachis ingår i släktet Diplazium och familjen Athyriaceae. Inga underarter finns listade i Catalogue of Life.